# ゼネラル・エレクトリック T58

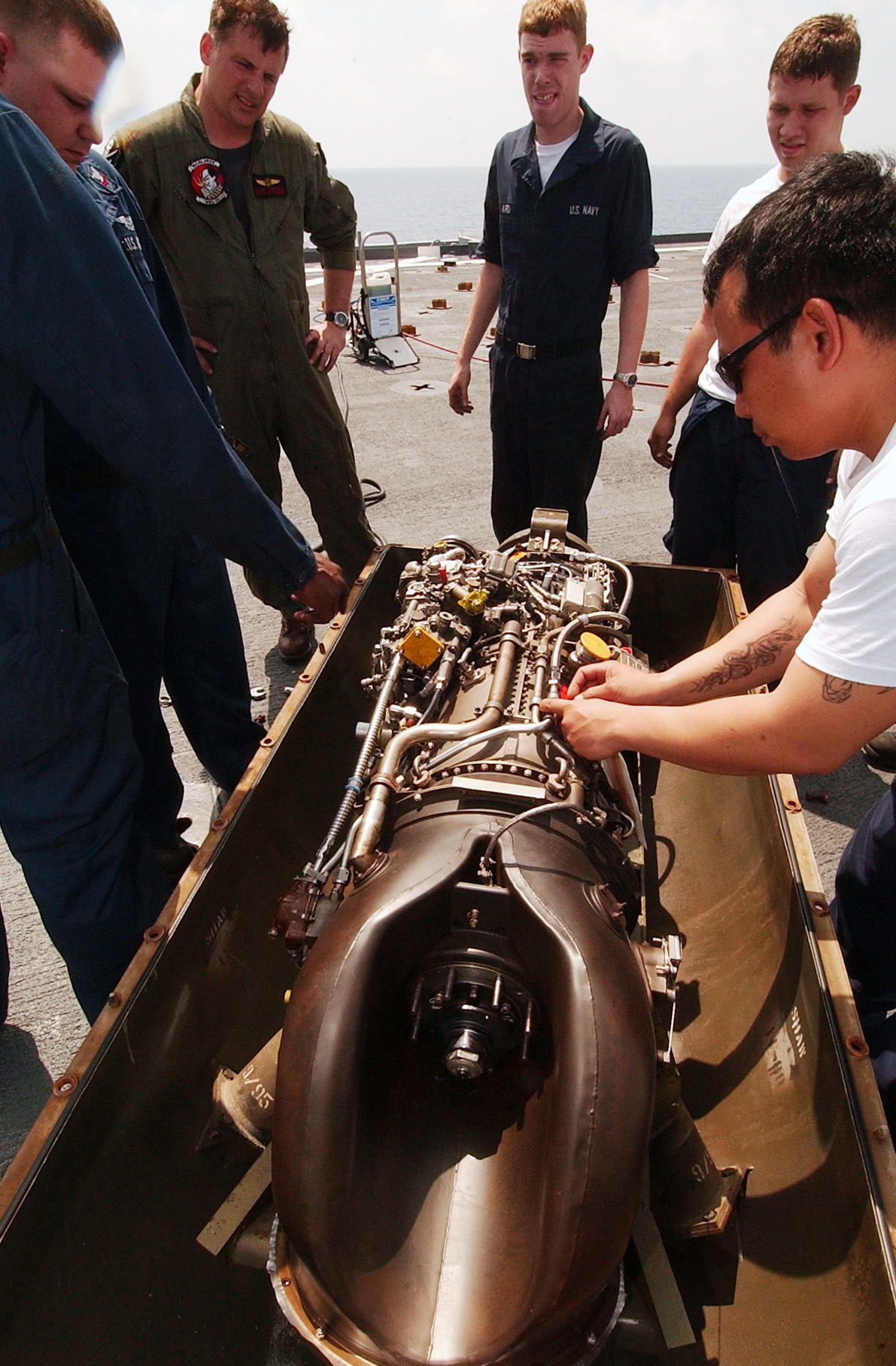
ヘリコプターSH-3 シーキングに搭載前のT58エンジン点検

ゼネラル・エレクトリック T58は、ヘリコプター用に開発された米国のターボシャフトエンジンである。 最初の稼働は1955年で、以後1984年まで製造され続けた。1959年7月1日に、民間のヘリコプター用としてFAAの型式証明を取得した最初のタービンエンジンとなった。 
このエンジンは、イギリスではグノーム (Rolls-Royce Gnome) としてデ・ハビランド社（1961年にブリストル・シドレーに吸収合併。1968年にはブリストル・シドレーもロールス・ロイスに吸収合併される。）によりライセンス生産および開発が行われたほか、西ドイツではクレックナー＝フンボルト＝ドイツ(Klöckner-Humboldt-Deutz)社によって、またイタリアのアルファロメオや日本の石川島播磨重工業（現在のIHI）でも製造が行われた。 

## 設計と開発
開発は、重量400ポンド(180 kg)以下でありながら800馬力(600 kW)の出力を備えるヘリコプター用ターボシャフトエンジンを欲しいとのアメリカ海軍の要請で、1953年に始まった。ゼネラルエレクトリック（現在のGEアビエーション）社は最終的に重量わずか250ポンド(110 kg)で出力1050馬力(780 kW)のエンジンを開発し、ほどなく受注生産に入った。初飛行は1957年に改良型シコルスキーHSS-1で実施され、CT58-100の民生用での認証はその2年後に取得された。
T58には、次のような他とは異なる機能が幾つか組み込まれている。
1. 全軸流コンプレッサ。このパワーブラケット内にある他の大半のターボシャフトは、最終的な圧縮段階として遠心ユニットを備えている。その結果、コンプレッサ後部のブレードは非常に小さく（高さ13mm未満）、非常に薄くなっている。
2. 断片速度でのコンプレッサの取扱いが、ユニット前部に数列並んでいる可変式ステーター（翼列）によって容易になされる。これは同エンジンが最初に導入された時、かなり目新しい特徴であった。
3. 単段パワータービン。これがエンジン後部にパワーを供給する。高温の排気流は、傾斜したジェットパイプ（排気ダクト）によって、出力軸から離れるように横方向へと向けられる[要出典]。
4. 燃焼器は、反転式というよりも直流式のアニュラ型設計である。

エンジンの主な生産バージョンはT58-GE-10で、1400馬力(1044 kW)が開発された。 最も強力なバージョンのT58-GE-16は、1870馬力(1390 kW)を生み出す。

## 派生型
- T58-GE-400B
- T58-GE-402
- T58-GE-8F
- T58-GE-10  ：1400 hp（1044 kW）を出力する
- T58-GE-16  ：1870 hp（1390 kW）を出力する最も強力な型式[5]
- T58-GE-16A  ：海兵隊のCH-46用の発展型
- 石川島播磨CT58-IHI-110-1(T58-IHI-8B)：1350 hp (1010 kW)
- 石川島播磨CT58-IHI-140-1(T58-IHI-10-M1)：1500 hp (1100 kW)
- 石川島播磨T58-IHI-8B BLC：新明和PS-1のBLCシステム用[注釈 1]
- ロールスロイス・グノーム：英国におけるT58のライセンス生産開発

## 搭載機
- アエロスパシアル SA 321Kスーパーフレロン - イスラエル空軍が使用
- アグスタ A101（試作機）
- ボーイングバートル V107-II
- ボーイング CH-46シーナイト
- カマン SH-2シースプライト
- ベル X-22
- パイアセッキH-21
- シコルスキーSH-3 シーキング
- シコルスキー HH-3B / C / E / F
- シコルスキー S-62 / HH-52シーガード
- シコルスキーS-61L/N
- シコルスキーS-67ブラックホーク
- シコルスキー S-72(Xウイング)
- 三菱-シコルスキー HSS-2 / -2A / -2B / S-61A
- 新明和 PS-1
- 新明和 US-1 / -1A

## その他の応用
パワータービンの撤去によってターボジェットエンジンに改造された2台のT58が、Maverick TwinJet 1200のエンジンとして使用された。
1968年のインディアナポリス500レースに出場したキャロル・シェルビーのタービン車はT58エンジンを動力としていた。吸気口の最大許容サイズに関するUSACの規定をごまかすために可変吸気口を使っていたことが判明し、その車は失格となった。
ゼネラル・エレクトリックT58やライカミングT53 / T55のようなターボシャフトエンジンは、 高性能パワーボートや双胴船、水ジェット噴射のレースボート、ハイドロプレーン（レース用の水上滑走艇）に動力を供給するのにも使用される。これらのボートのいくつかは、オープン操縦席のプレジャーボートであるにもかかわらず、時速320kmを超えて走行する。

## 遺物
ウィンザー・ロックス (コネチカット州)のブラッドレー国際空港にあるニューイングランド航空博物館(en)には、YT58-GE-2A の断面模型が展示されている。

## 仕様
一般的特性
- 形式: フリーパワータービン・ターボシャフト
- 全長: 55 in (1,397 mm)
- 直径: 16 in (406 mm)
- 乾燥重量: 285 lb (129 kg) 減速機なし、 391 lb (177 kg) 減速機付き

構成要素
- 圧縮機: 吸気ガイド可変翼付きの10段軸流コンプレッサ（最初の3段に可変入射ステーターあり）
- 燃焼器: 2つのマニホールドに16個のバーナーノズルを備えたアニュラ型燃焼室
- タービン: 2段のガスジェネレータタービン+単段のフリーパワータービン
- 使用燃料: 航空用ケロシン

性能
- 出力: 1,250 hp (932.12 kW)
- 全圧縮比（英語版）: 8.3:1
- 空気流量: 12.4 lb (5.62 kg)/s at 26,300 rpm
- 燃料消費率: 0.64 lb/(hp h) (0.389 kg/(kW h)) 最大連続負荷
- 出力重量比: 6.1 hp/lb (10.024 kW/kg) 減速機なし

出典: 